# ساپورتا کاپ
ساپورتا کاپ (انگلیسی: FIBA Saporta Cup) یک تورنمنت بسکتبال در سطح دوم ردیف رقابت بسکتبال باشگاه حرفه‌ای اروپا بود که با شرکت قهرمانان لیگ ملی هر کشور از سراسر اروپا با بازی در برابر هم برگزار می‌شد. این مسابقات تا سال ۲۰۰۲ دایر بود.

## منابع

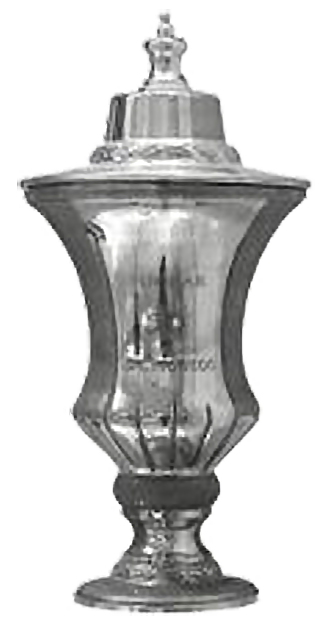
جام ساپورتا کاپ